# Propleopus
Propleopus és un gènere de metateri extint. A diferència de la majoria de macròpodes, i de manera similar al seu petit parent vivent, el cangur rata mesquer, probablement era omnívor.